# Olizy
Olizy ist eine französische Gemeinde mit 142 Einwohnern (Stand: 1. Januar 2022) im Département Marne in der Region Grand Est (vor 2016: Champagne-Ardenne). Sie gehört zum Arrondissement Reims und zum Kanton Dormans-Paysages de Champagne.

## Geographie
Olizy liegt etwa 22 Kilometer westsüdwestlich von Reims. Umgeben wird Olizy von den Nachbargemeinden Romigny im Norden und Osten, Jonquery im Osten und Südosten, Cuisles im Süden und Südosten, Anthenay im Westen sowie Villers-Agron-Aiguizy im Nordwesten.

## Bevölkerungsentwicklung
| Jahr                       | 1962 | 1968 | 1975 | 1982 | 1990 | 1999 | 2006 | 2018 |
| Einwohner                  | 143  | 131  | 133  | 106  | 129  | 119  | 121  | 155  |
| Quellen: Cassini und INSEE |      |      |      |      |      |      |      |      |

## Sehenswürdigkeiten
- Kirche Saint-Rémi, Monument historique seit 1921

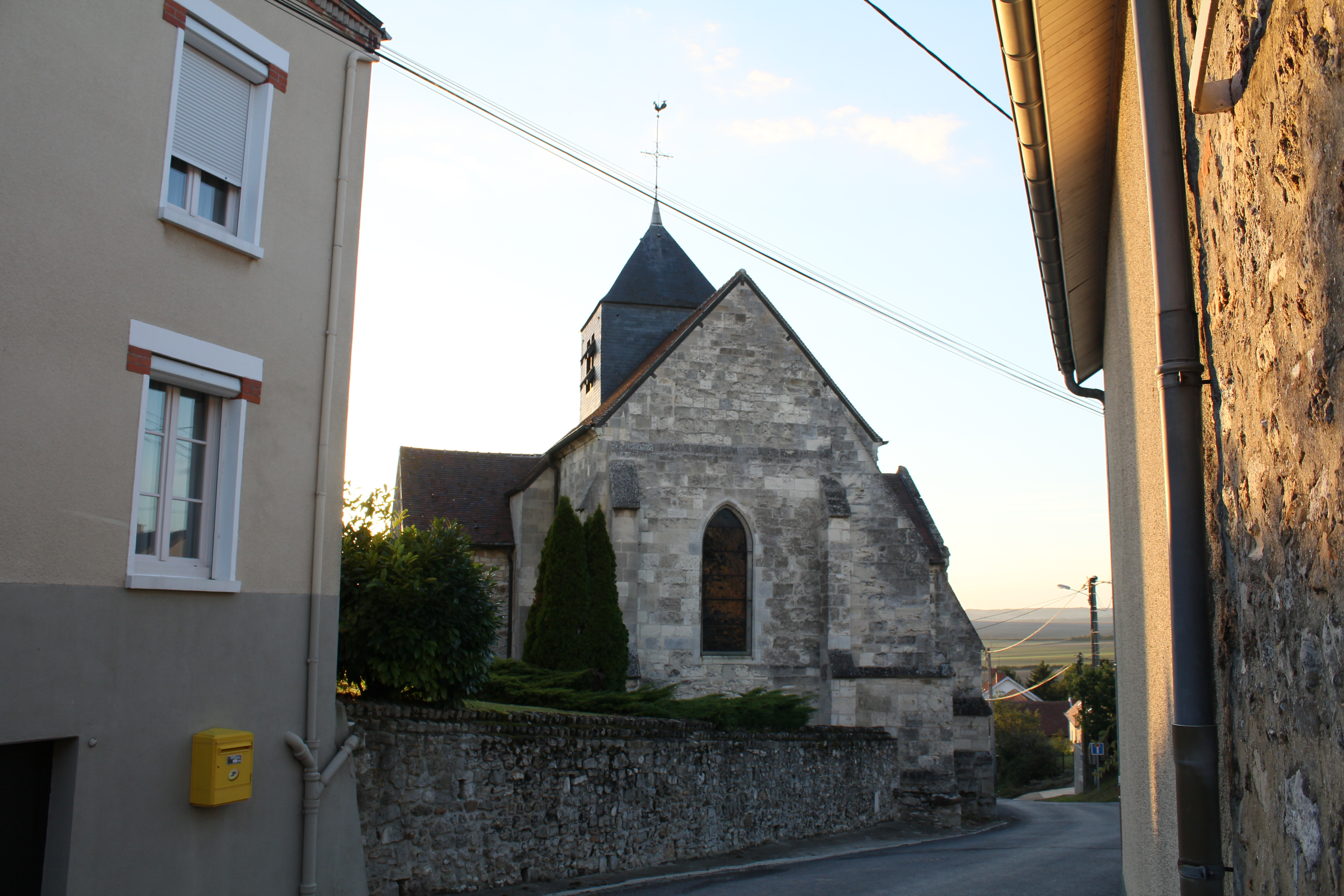
Kirche Saint-Rémi